# Naya Tapper

b Matchs officiels uniquement.
Dernière mise à jour le 7 juin 2024.
Naya Tapper, née le 3 août 1994 à Beaufort (États-Unis), est une joueuse internationale américaine de rugby à sept et internationale de rugby à XV.

## Biographie
Naya Tapper est née dans une famille d'athlètes, ses deux parents pratiquant cette discipline. La famille pratique le sport, son frère Mark LeGree occupant un poste de safety en NFL, et ses deux sœurs cadettes pratiquant également l'athlétisme.
Durant son enfance, elle joue au football américain avec les garçons, et a l'ambition de devenir la première femme à intégrer une équipe de NFL. Classée All-American en sprint alors qu'elle étudie à la West Mecklenburg High School à Charlotte en Caroline du Nord, elle rejoint ensuite l'université de Caroline du Nord à Chapel Hill. Elle y prépare un bachelor’s degree dans les sciences du sport pour effectuer une carrière en physiothérapie. Au sein de celle-ci, elle choisit de changer de discipline sportive pour évoluer en rugby.
En octobre 2015, elle fait partie du groupe de quinze joueuses choisies par Jules McCoy, l'entraîneur de la sélection des États-Unis de rugby à sept pour compléter son groupe de joueuses afin de préparer la prochaine saison 2015-2016. Elle fait ses débuts en World Rugby Women's Sevens Series lors de l'étape de Sao Paulo au Brésil. Elle ne fait toutefois pas partie de la sélection qui dispute les Jeux olympiques de Rio de Janeiro. Lors de la finale du tournoi de Sydney de la saison 2016-2017 des Sevens Series, face aux Canadiennes, elle inscrit trois essais lors d'une défaite 21 à 17. Avec neuf essais, elle est la meilleure marqueuse du tournoi. Lors du tournoi suivant, à Las Vegas, elle inscrit cinq essais, les Eagles terminant quatrième.
Elle partie des nombreuses joueuses de la sélection de rugby à sept, quatorze des joueuses ayant participer à au moins une étape des Sevens Series lors de la saison 2016-2017, à figurer au sein de la sélection américaine de rugby à XV pour disputer la coupe du monde. Celle-ci, deuxième de son groupe, se qualifie en tant une meilleure deuxième pour les demi-finales. Battues 45 à 12 par la Nouvelle-Zélande, les Américaines perdent le match pour la troisième place face à la France. Lors de cette compétition, Tapper participe aux cinq rencontres, inscrivant trois essais, deux face à l'Espagne et un contre l'Angleterre, deux rencontres de la phase de groupe. Elle est nommée dans l'équipe type de la compétition.
La saison suivante, elle dispute de nouveau les World Rugby Women's Sevens Series, terminant la compétition avec 26 essais. Lors de la Coupe du monde de rugby à sept 2018, elle inscrit sept essais, étant uniquement devancée par la Néo-Zélandaise Michaela Blyde. Sa sélection est battue en demi-finale par la Nouvelle-Zélande avant de s'incliner lors du match pour la troisième place face à Australie. Elle est également dans laWorld Cup Dream Team, équipe du tournoi, où figure les Néo-Zélandaises Michaela Blyde, Sarah Goss et Portia Woodman, les Françaises Anne-Cécile Ciofani et Lina Guérin et l'Australienne Evania Pelite.